# Libertador General San Martín megye (Chaco)
Libertador General San Martín egy megye Argentínában, Chaco tartományban. A megye székhelye General José de San Martín.

## Települések
A megye 7 nagyobb településből (Localidades) áll:
- Ciervo Petiso
- General José de San Martín
- La Eduvigis
- Laguna Limpia
- Pampa Almirón
- Pampa del Indio
- Presidencia Roca

Kisebb települései (Parajes):